# بيتر باتلر (سياسي)
بيتر باتلر (بالإنجليزية: Peter Butler)‏ هو سياسي بريطاني، ولد في 10 يونيو 1951 في المملكة المتحدة. حزبياً، نشط في حزب المحافظين. في الانتخابات العامة في المملكة المتحدة 1992 ‏، انتخب عضو البرلمان الحادي والخمسون للمملكة المتحدة عن دائرة ميلتون كينز الشمالية الشرقية خلال فترته النيابية ‏ (9 أبريل 1992 – 8 أبريل 1997).